# Scott Anderson (autocoureur)
Scott Anderson (Fort Collins, Colorado, 18 februari 1989) is een Amerikaans autocoureur.

## Carrière
Anderson begon zijn autosportcarrière in het karting in het Colorado Sprint Championship. Hij maakte de overstap naar de auto's in een Sports Car Club of America Spec Racer Ford. In 2010 maakte hij zijn professionele autosportdebuut in het raceweekend op Road America in de U.S. F2000, waarin hij uitkwam voor het team ZSports Midwest. In 2011 won hij het Skip Barber National Championship en een beurs voor een volledig seizoen in de U.S. F2000 in 2012, waarin hij voor het team Belardi Auto Racing achter Matthew Brabham en Spencer Pigot als derde eindigde met twee overwinningen.
In 2013 maakte Anderson de overstap naar het Pro Mazda Championship, waarin hij voor Juncos Racing als vijfde eindigde met één podiumplaats op Mosport Park. In 2014 stapte hij over naar de Indy Lights en reed voor het team Fan Force United. Hij eindigde als achtste in het kampioenschap met een vierde plaats op de Milwaukee Mile als beste resultaat. In 2015 bleef hij in het kampioenschap rijden, maar stapte over naar het team Schmidt Peterson Motorsports en behaalde zijn eerste podiumplaats op de Indianapolis Motor Speedway. Ondanks dit zakte hij naar de negende plaats in het kampioenschap. In 2016 blijft hij rijden voor Schmidt Peterson in de Indy Lights.